# Theerathon Bunmathan
Theerathon Bunmathan (in thai ธีราทร บุญมาทัน; Nonthaburi, 6 febbraio 1990) è un calciatore tailandese, difensore del Buriram Utd e della nazionale thailandese.

## Carriera

### Club
Formatosi nell'Assumption Utd, per poi passare al Raj Pracha. Nel 2009 viene ingaggiato dal Buriram Utd, con cui vince quattro campionati tailandesi. Nel 2016 viene ingaggiato dal Muangthong Utd, con cui vince la Thai Premier League 2016.
Nel 2018 viene ingaggiato in prestito dai giapponesi del Vissel Kōbe.

### Nazionale
Ha giocato nelle nazionali giovanili thailandesi Under-19 ed Under-23.
Ha esordito con la nazionale maggiore thailandese nel 2010; ha preso parte alla Coppa d'Asia 2019 ed alla Coppa d'Asia 2023.

## Statistiche

### Cronologia presenze e reti in nazionale
| Cronologia completa delle presenze e delle reti in nazionale ― Thailandia | Cronologia completa delle presenze e delle reti in nazionale ― Thailandia | Cronologia completa delle presenze e delle reti in nazionale ― Thailandia | Cronologia completa delle presenze e delle reti in nazionale ― Thailandia | Cronologia completa delle presenze e delle reti in nazionale ― Thailandia | Cronologia completa delle presenze e delle reti in nazionale ― Thailandia | Cronologia completa delle presenze e delle reti in nazionale ― Thailandia | Cronologia completa delle presenze e delle reti in nazionale ― Thailandia |
| Data                                                                      | Città                                                                     | In casa                                                                   | Risultato                                                                 | Ospiti                                                                    | Competizione                                                              | Reti                                                                      | Note                                                                      |
| ------------------------------------------------------------------------- | ------------------------------------------------------------------------- | ------------------------------------------------------------------------- | ------------------------------------------------------------------------- | ------------------------------------------------------------------------- | ------------------------------------------------------------------------- | ------------------------------------------------------------------------- | ------------------------------------------------------------------------- |
| 06-01-2019                                                                | Abu Dhabi                                                                 | Thailandia                                                                | 1 – 4                                                                     | India                                                                     | Coppa d'Asia 2019 - 1º turno                                              | -                                                                         |                                                                           |
| 10-01-2019                                                                | Dubai                                                                     | Bahrein                                                                   | 0 – 1                                                                     | Thailandia                                                                | Coppa d'Asia 2019 - 1º turno                                              | -                                                                         |                                                                           |
| 14-01-2019                                                                | al-'Ayn                                                                   | Emirati Arabi Uniti                                                       | 1 – 1                                                                     | Thailandia                                                                | Coppa d'Asia 2019 - 1º turno                                              | -                                                                         |                                                                           |
| 20-01-2019                                                                | al-'Ayn                                                                   | Thailandia                                                                | 1 – 2                                                                     | Cina                                                                      | Coppa d'Asia 2019 - Ottavi di finale                                      | -                                                                         |                                                                           |
| 21-03-2019                                                                | Nanning                                                                   | Cina                                                                      | 0 – 1                                                                     | Thailandia                                                                | Cina Cup - Semifinale                                                     | -                                                                         | cap.                                                                      |
| Totale                                                                    |                                                                           | Presenze                                                                  | 5                                                                         |                                                                           | Reti                                                                      | 0                                                                         |                                                                           |

## Palmarès

### Club

#### Competizioni nazionali
- Campionato thailandese: 7

Buriram Utd: 2011, 2013, 2014, 2015, 2021-2022, 2022-2023, 2023-2024
Muangthong Utd: 2016
- Thai FA Cup: 4

Buriram Utd: 2013, 2015, 2021-2022, 2024-2025
- Thai League Cup: 4

Buriram Utd: 2015, 2016, 2021
Muangthong Utd: 2017
- Campionato giapponese: 1

Yokohama F·Marinos: 2019

### Nazionale
- Campionato dell'ASEAN di calcio: 2

2016, 2020

### Individuale
- Squadra maschile AFC del decennio 2011-2020 IFFHS: 1

2020